# 巴尤埃拉堡
巴尤埃拉堡是西班牙卡斯蒂利亚-拉曼恰托莱多省的一个市镇。总面积37平方公里，总人口994人（2001年），人口密度27人/平方公里。